# Tabasco, Zacatecas
Tabasco är en ort i Mexiko.   Den ligger i kommunen Tabasco och delstaten Zacatecas, i den centrala delen av landet, 500 km nordväst om huvudstaden Mexico City. Tabasco ligger 1 520 meter över havet och antalet invånare är 6 626.
Terrängen runt Tabasco är varierad. Runt Tabasco är det ganska tätbefolkat, med 54 invånare per kvadratkilometer. Närmaste större samhälle är Calvillo, 19,9 km öster om Tabasco. I omgivningarna runt Tabasco växer huvudsakligen savannskog.